# Bourg-le-Roi
Bourg-le-Roi ist eine französische Gemeinde mit 335 Einwohnern (Stand: 1. Januar 2022) im Département Sarthe in der Region Pays de la Loire. Sie gehört zum Kanton Sillé-le-Guillaume und zum Arrondissement Mamers. 
Sie wird umgeben von den Nachbargemeinden Chérisay im Westen und Ancinnes im Norden, Osten und Süden.

## Bevölkerungsentwicklung
| Jahr      | 1962 | 1968 | 1975 | 1982 | 1990 | 1999 | 2008 | 2015 |
| --------- | ---- | ---- | ---- | ---- | ---- | ---- | ---- | ---- |
| Einwohner | 341  | 332  | 327  | 329  | 323  | 327  | 321  | 315  |

## Sehenswürdigkeiten
- Reste der mittelalterlichen Einfriedung aus dem 12. Jahrhundert Monument historique[1]
- Kirche Saint-Julien

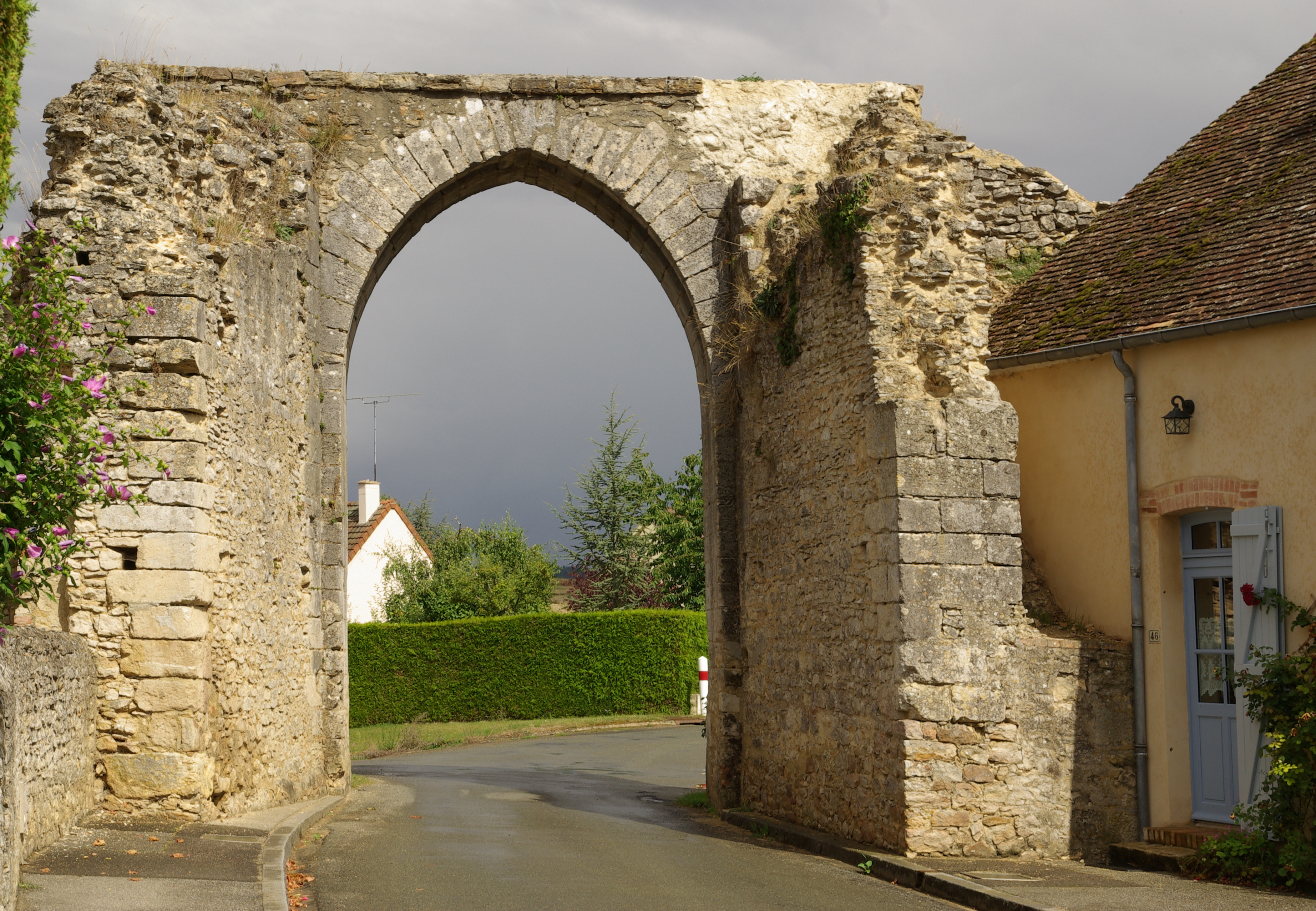
Mittelalterliche Einfriedung
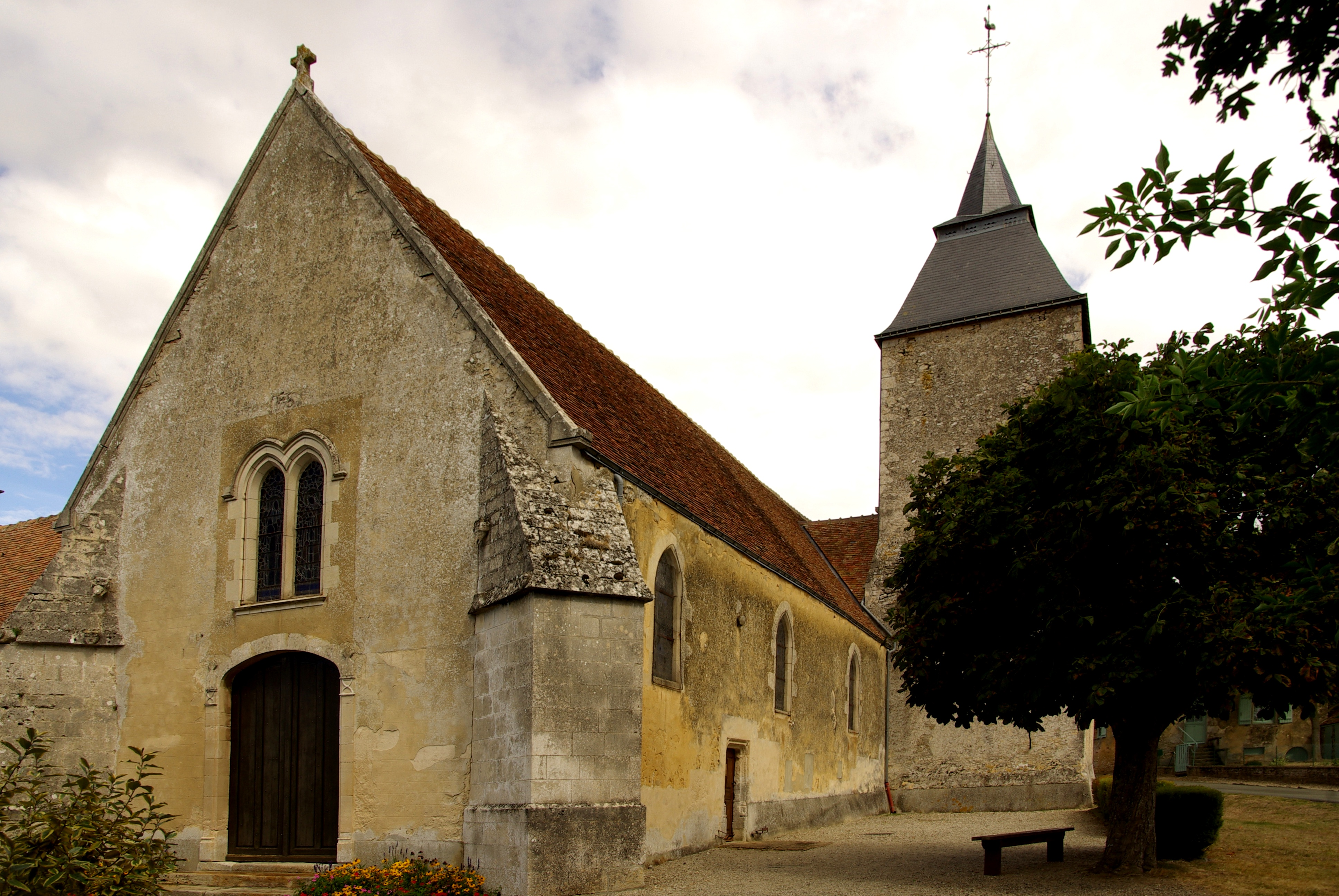
Kirche Saint-Julien